# I'm in the House
Singles de Steve Aoki
Turbulence
(2011)
Singles par will.i.am
3 Words
(2009) OMG
(2010)
I'm in the House est une chanson du DJ américain Steve Aoki avec le chanteur du groupe The Black Eyed Peas will.i.am sous le pseudonyme Zuper Blahq. Le single est inclus dans le 4e album de will.i.am #willpower. La chanson est disponible sous EP le 23 novembre 2009 sous itunes, puis sous single le 7 mars 2010. Le single atteint la 29e place des ventes single au Royaume-Uni.

## Liste des pistes
- Téléchargement digital[3]

1. I'm In The House (album version) – 3:19
2. I'm In The House (The Count a.k.a. Hervé's Burning Down Your House Remix) – 4:37
3. I'm In The House (Gigi Barocco) – 5:37
4. I'm In The House (Dub) – 4:03

- CD single[4]

1. I'm In The House (Radio edit) – 3:12
2. I'm In The House (Sharam Love Fest Remix) – 8:46

## Classement par pays
Le 14 mars 2010, le single entre dans le classement UK Singles Chart à la 29e place, dans le classement UK Indie Chart, I'm in the House arrive n°1 la même semaine, la semaine d'après le titre perd 2 places et se retrouve 3e la semaine du 21 mars 2010.
| Classement (2010)                      | Meilleure Position |
| -------------------------------------- | ------------------ |
| Belgique (Flandre Ultratop 50 Singles) | 43                 |
| Pays-Bas (Nederlandse Top 40)          | 40                 |
| Royaume-Uni (UK Singles Chart)         | 29                 |
| Royaume-Uni UK Dance Chart             | 3                  |
| Royaume-Uni UK Indie Chart             | 1                  |

## Historique de sortie
| Pays        | Format                            | Sortie      |
| ----------- | --------------------------------- | ----------- |
| Royaume-Uni | Téléchargement digital, CD single | 7 mars 2010 |
| Europe      | Téléchargement digital, CD single | 8 mars 2010 |